# Rudolf Mayr (Pilot)
Rudolf Mayr (* 1. Mai 1910 in Miesbach; † 4. August 1991 in Hamburg) war ein deutscher Flugkapitän und Mitglied der Deutschen Antarktischen Expedition 1938/39.

## Leben
Rudolf Mayr verlor im Kindesalter seine Eltern und wuchs bei einem Onkel in Heidelberg auf, wo er auch sein Abitur ablegte. Anschließend begann er an der TH Mannheim ein Studium für Maschinenbau und Flugzeugtechnik. Dadurch kam er mit der Fliegerei in Kontakt und trat am 1. Oktober 1931 für eine fliegerische Ausbildung in die Deutsche Verkehrsfliegerschule (DVS) ein. Nach dem Erwerb des Pilotenscheins blieb er bei der DVS und arbeitete vom Dezember 1933 bis März 1935 in Cottbus als Fluglehrer.
Rudolf Mayr arbeitete ab April 1935 für die Deutsche Lufthansa im Atlantikdienst als Pilot eines Dornier-Flugbootes. Am 1. Juni 1935 absolvierte er mit einem 10-Tonnen-Wal als II. Flugzeugführer auf der Südroute seinen ersten, 2376 km langen Atlantikflug mit Start vom Katapultschiff Schwabenland und Landung nach 13:23 h Flugzeit in Bathurst. Ab September 1936 beflog er auch die Nordatlantikstrecke nach New York. Am 12. September 1938 stellte Mayr einen Geschwindigkeitsrekord auf der Route Horta-New York auf. Die von ihm geflogene Ha 139 Nordstern absolvierte die Strecke in 13:14 h.
Seine erste Erfahrung in polaren Regionen sammelte er im Mai 1938 bei einer dänischen Expedition unter der Leitung von Lauge Koch, bei der er Nordost-Grönland aus der Luft mit dem Dornier Wal Perssuak erkundete. Wegen seiner Polarerfahrung nahm er 1938/39 als Pilot des Dornier Wal D-ALOX Passat an der Deutschen Antarktischen Expedition unter der Leitung von Alfred Ritscher teil. Diese Expedition erkundete aus der Luft ein etwa 600.000 km² großes Gebiet, das den Namen „Neuschwabenland“ erhielt. Mit den Messbildkameras von Passat und dem anderen Dornier Wal Boreas unter Flugkapitän Richardheinrich Schirmacher entstanden bei der Expedition 11.600 Luftbilder, mit denen die ersten Karten dieses Gebietes geschaffen wurden. Ein aus dem Inlandeis herausragender Gebirgszug wurde von der Expeditionsleitung Mayrkette genannt.
Mayr wurde wenige Tage vor dem Zweiten Weltkrieg am 26. August 1939 zum Militärdienst einberufen. Er leistete Kriegsdienst in der Luftwaffe, zuletzt als Hauptmann beim Kampfgeschwader 40. Er erhielt am 23. Dezember 1941 das Deutsche Kreuz in Gold und am 18. Mai 1943 das Ritterkreuz des Eisernen Kreuzes.
Nach dem Krieg flog Mayr wieder bei der Lufthansa und stieg zum Chefpiloten auf. Am 15. August 1956 eröffnete er mit einer Lockheed Super Constellation die Strecke Hamburg-Rio de Janeiro. Am 9. Februar 1960 erwarb Mayr zusammen mit Werner Utter die erste Lizenz eines Lufthansa-Flugkapitäns für die Boeing 707 und überführte die erste 707 im März 1960 nach Deutschland. 1965 erhielt er die Wetterdienstplakette des Deutschen Wetterdienstes.
Nachkommen Rudolf Mayrs sind die Basketballspieler Rolf Mayr (Enkel) und Daniel Mayr (Urenkel).